# Westend Tower
Westend Tower (též známý jako Westendstraße 1 nebo Kronenhochhaus) je mrakodrap ve Frankfurtu nad Mohanem. Má 53 podlaží a se svojí výškou 208 m je 3. nejvyšší ve městě, ale i v Německu. Výstavba probíhala v letech 1990 - 1993. V roce 1995 byla budova vyhlášena jako nejlepší stavba roku v kategorii multifunkční mrakodrapy. Budova je železobetonové konstrukce a fasádu tvoří žulové desky. 95 tunová ocelová koruna je v zimě vytápěná, aby nedocházelo ke vzniku rampouchů, které by následně mohly ohrozit chodce nebo automobily na ulici. V budově se nachází celkově asi 80 000 m2 využitelných podlahových ploch, které obsluhuje celkem 25 výtahů.

## Galerie

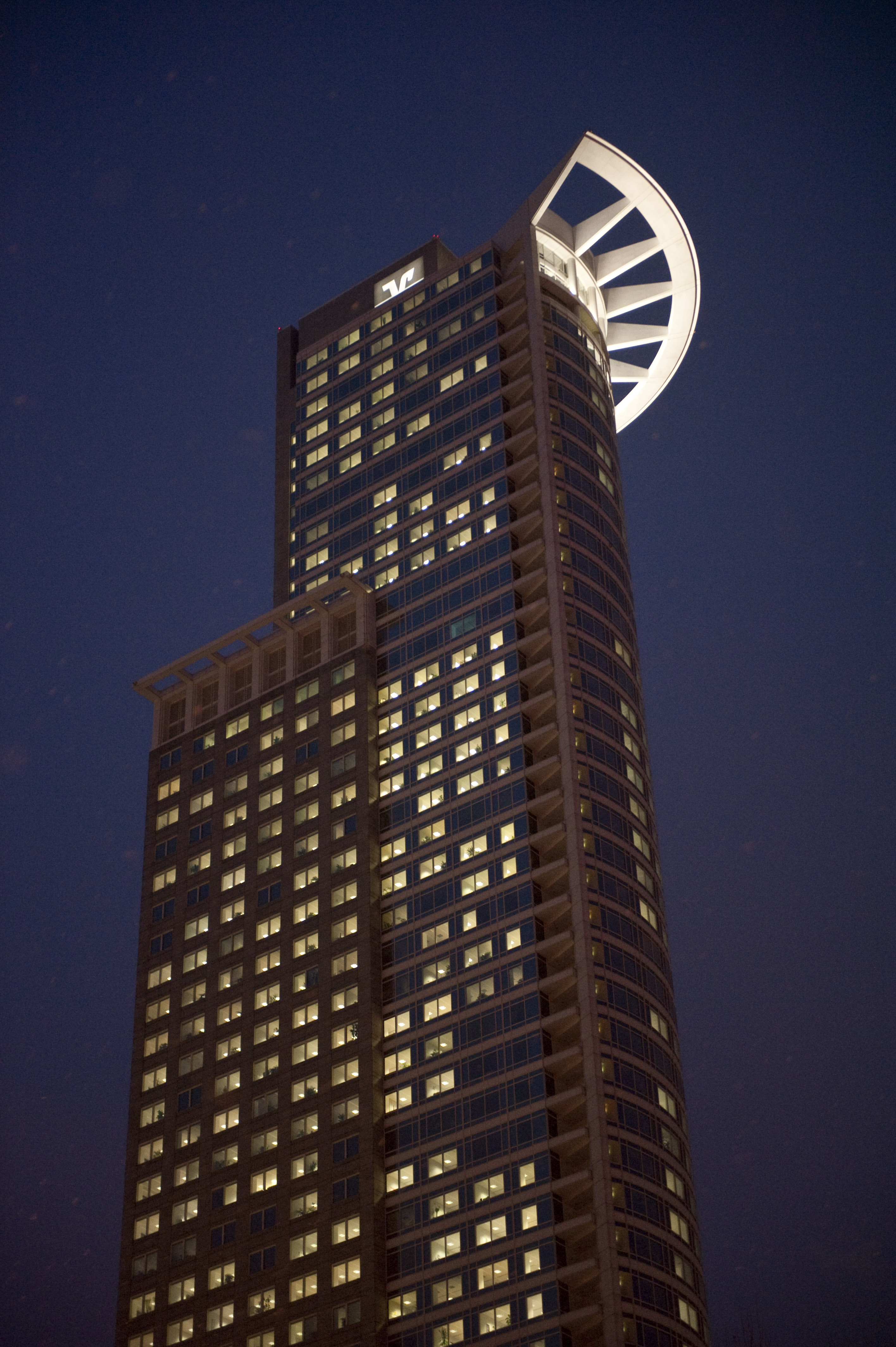
Noční osvětlení budovy
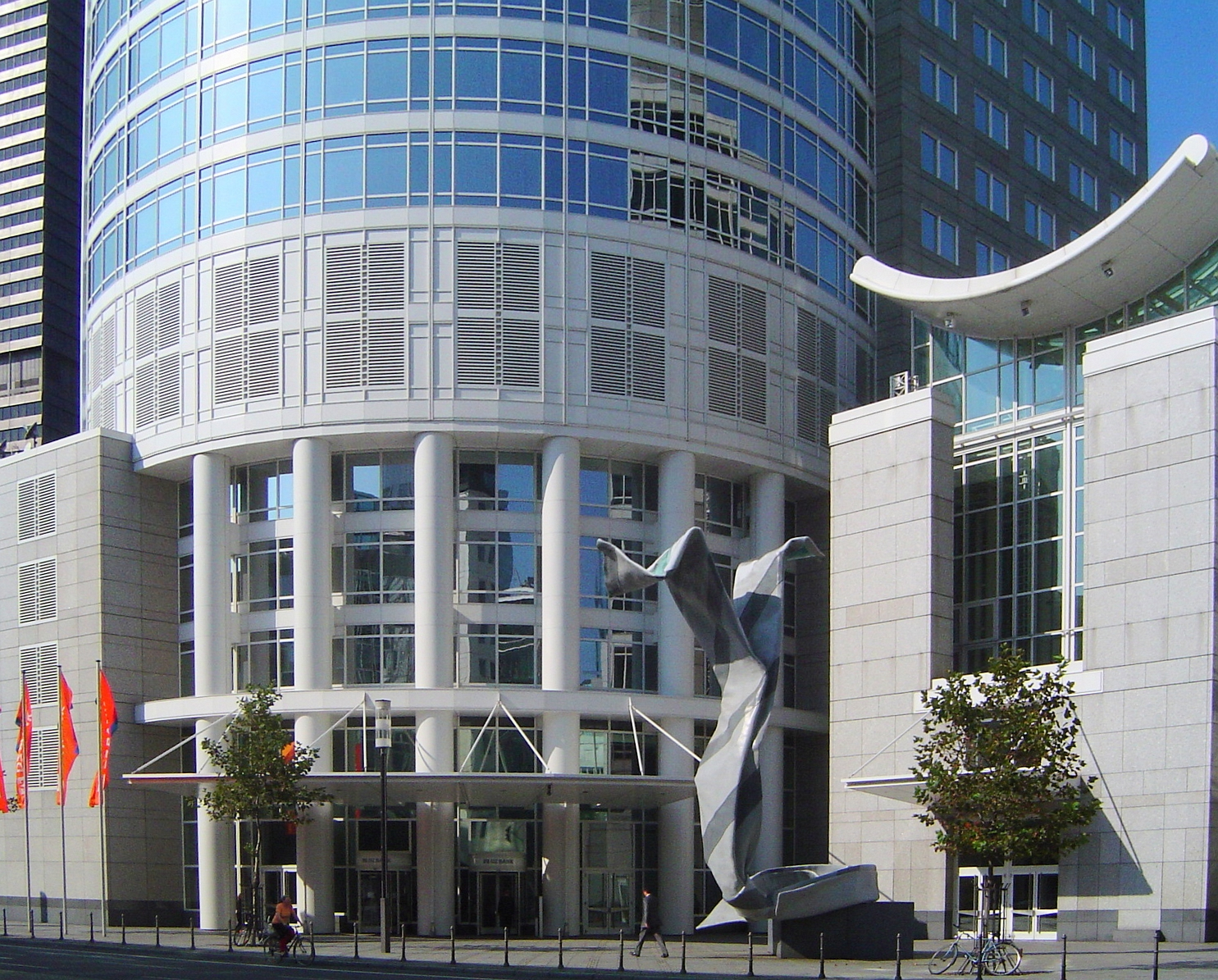
Hlavní vstup do budovy
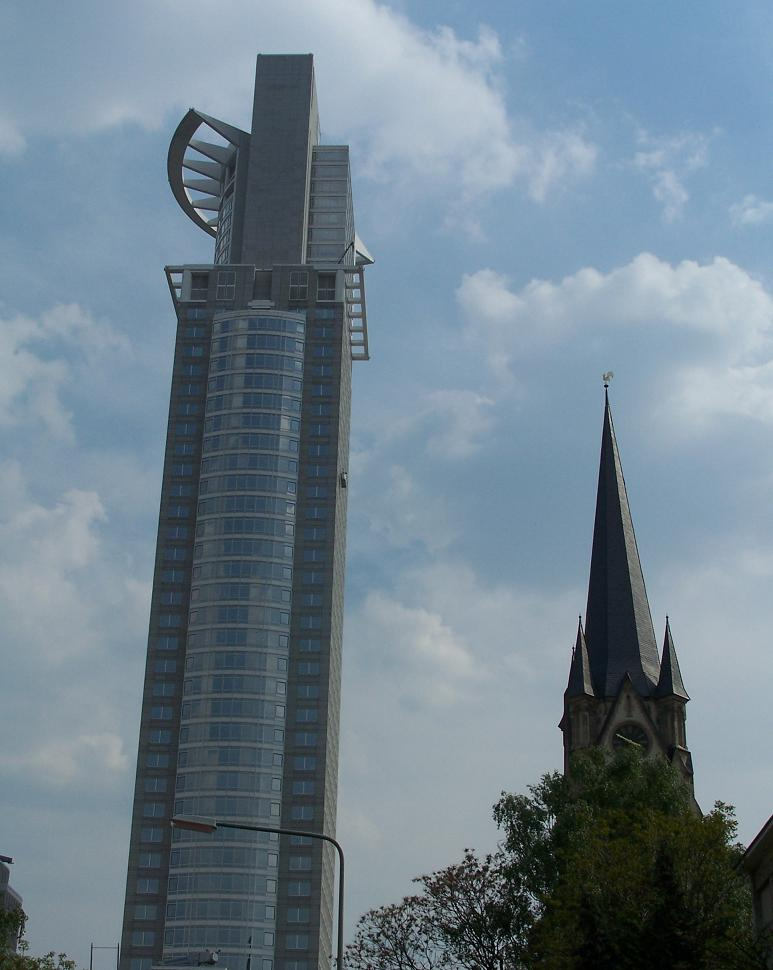
Severní strana budovy a věž kostela Sv. Antonína
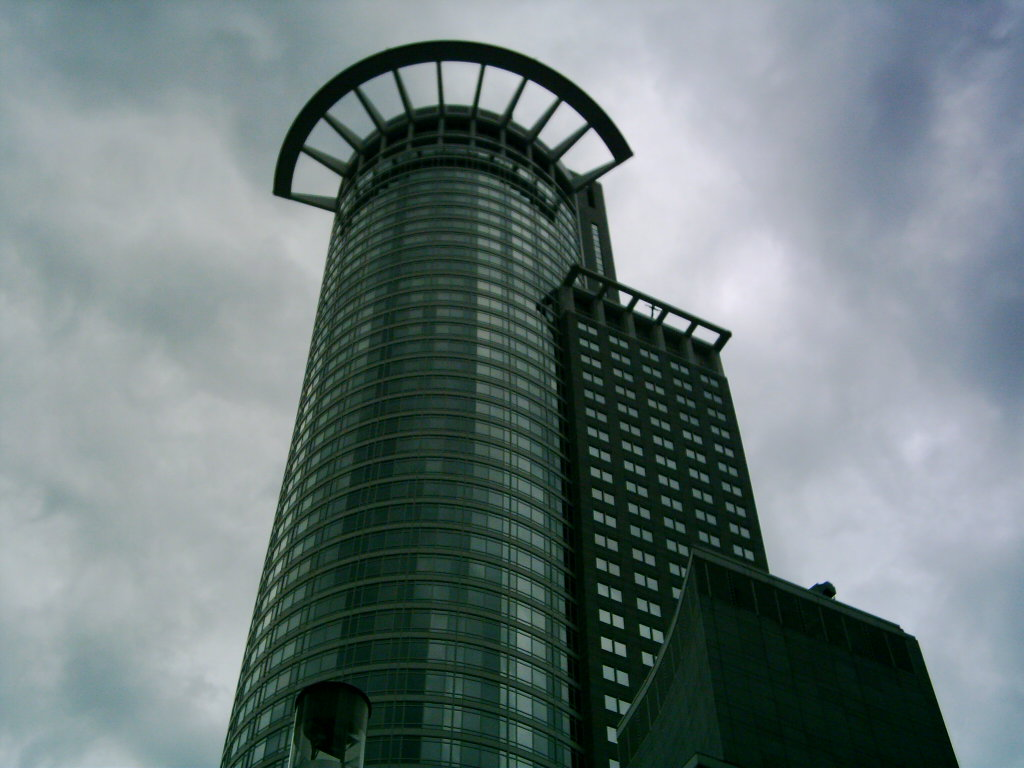
Pohled na korunu